# Keasichthys
Keasichthys è un genere estinto di pesci ossei a pinne raggiate appartenente all’ordine Pleuronectiformes e alla superfamiglia Pleuronectoidea, descritto nel 2025 a partire da un esemplare fossile proveniente dalla Formazione di Keasey, in Oregon (USA). L'unica specie nota è Keasichthys oregonensis.

## Etimologia
Il nome generico Keasichthys deriva dalla combinazione di "Keasey", in riferimento alla Formazione di Keasey, e del termine greco antico "ἰχθύς" (ichthys), che significa "pesce", con il significato complessivo di "pesce di Keasey". L’epiteto specifico oregonensis fa riferimento allo stato dell’Oregon, dove si trova la località tipo.

## Descrizione
L’olotipo è rappresentato da un esemplare quasi completo e articolato, mancante della porzione anteriore della testa, conservato in vista laterale destra, con il lato cieco visibile. È quindi un individuo mancino (left-eyed). L’esemplare è catalogato come UBC Beaty Biodiversity Museum n. 3959.
L’esemplare conserva una lunghezza totale della porzione preservata di 142,5 mm e una lunghezza standard di 117,8 mm. La parte mancante, comprendente la metà anteriore del dentario, è stimata in 4–6 mm. La testa, esclusa la porzione mancante, è lunga 28,6 mm e profonda 33,7 mm, pari a circa un quarto della lunghezza standard. Il corpo è relativamente allungato, con peduncolo caudale lungo (16,1 mm) e poco profondo (12,7 mm), e profondità corporea di 50,0 mm (meno della metà della lunghezza standard). La morfologia generale corrisponde a quella di alcuni Pleuronectidae e Paralichthyidae, caratterizzati da peduncolo caudale relativamente lungo e corpo non eccessivamente compresso. Le scaglie non sono state preservate.

## Classificazione
Il fossile proviene dalla Formazione di Keasey, nei pressi di Mist, nello stato dell’Oregon, USA, datata all’Oligocene inferiore (inizio dell’Oligocene).
Keasichthys è stato descritto nel 2025 come un membro dei Pleuronectoidea distinto dalle famiglie attuali per l’assenza delle autapomorfie diagnostiche elencate da Hoshino (2001b). Si differenzia inoltre dalla maggior parte dei membri dei Pleuronectidae (eccetto alcuni individui di Pleuronectes isolepis, Pleuronectes asper e Pleuronectes sakhalinensis) per il numero ridotto di vertebre addominali, pari a nove (rispetto a dieci o più negli altri taxa). Si distingue da P. isolepis, P. asper e P. sakhalinensis per il numero maggiore di raggi caudali, pari a 19 rispetto a 18, e da P. isolepis per il numero inferiore di centri caudali (29 contro 31–33).